# Кандидоза
Кандидозата е вид гъбична инфекция. Причината са дрождите от вида Candida (най-вече от вида Candida Albicans). Този вид гъбички са най-разпространени и най-упорити за лечение. Kандида се среща в малки количества в стомашно-чревния тракт и влагалището. Кандидозата може да се разпространи на всяко място в тялото. Едно от по-неприятните е на езика или влагалището. При здравите хора пробиотиците бифидус и ацидуфилус обитават дебелото и тънкото черво и контролират количеството на вредните бактерии и гъбички. Кандидозата се появява, когато състоянието на полезната микрофлора се наруши поради стрес, вследствие на замърсяване, прием на антибиотици (антибиотиците убиват бактериите и тяхното място се заема от Кандида Албиканс), най-различни лекарствени медикаменти като анаболи, отслабнала имунна система. В червата ни има слузни канали, през които нормално преминават различни хранителни вещества. Когато кандида се развие в червата, прораства в тези канали като дълги израстъци. Така чревната стена се влошава и частично преработените протеини и кандида преминават в кръвопотока и причиняват токсичност, алергични и имунни реакции.

## Симптоми
Някои от неприятните симптоми, които започваме да усещаме, са сърбеж, зачервяване, течение, парене при уриниране, подуване на стомаха, чести киселини след хранене, неприятно усещане около ануса, обложен език, силно течение от влагалището, което може да бъде жълтеникаво и парещо.